# Andrij Vorobej
Andrij Vorobej (ukr. Андрій Воробей) (Donjeck, 29. studenog 1978.) je ukrajinski umirovljeni nogometaš i bivši reprezentativac. 
Trenutno igra kao napadač u Dnjipru. U sezoni 2000/01 Vorobej je bio najbolji strijelac Ukrajinske lige s 21 pogotkom. Bio je član Šahtara od 1997. do 2007. i tu je postigao 80 golova u 219 utakmica u Ukrajinskoj ligi.